# Manicina areolata
Manicina areolata är en korallart som först beskrevs av Carl von Linné 1758.  Manicina areolata ingår i släktet Manicina och familjen Faviidae. IUCN kategoriserar arten globalt som livskraftig. Inga underarter finns listade i Catalogue of Life.